# PA-7100LC

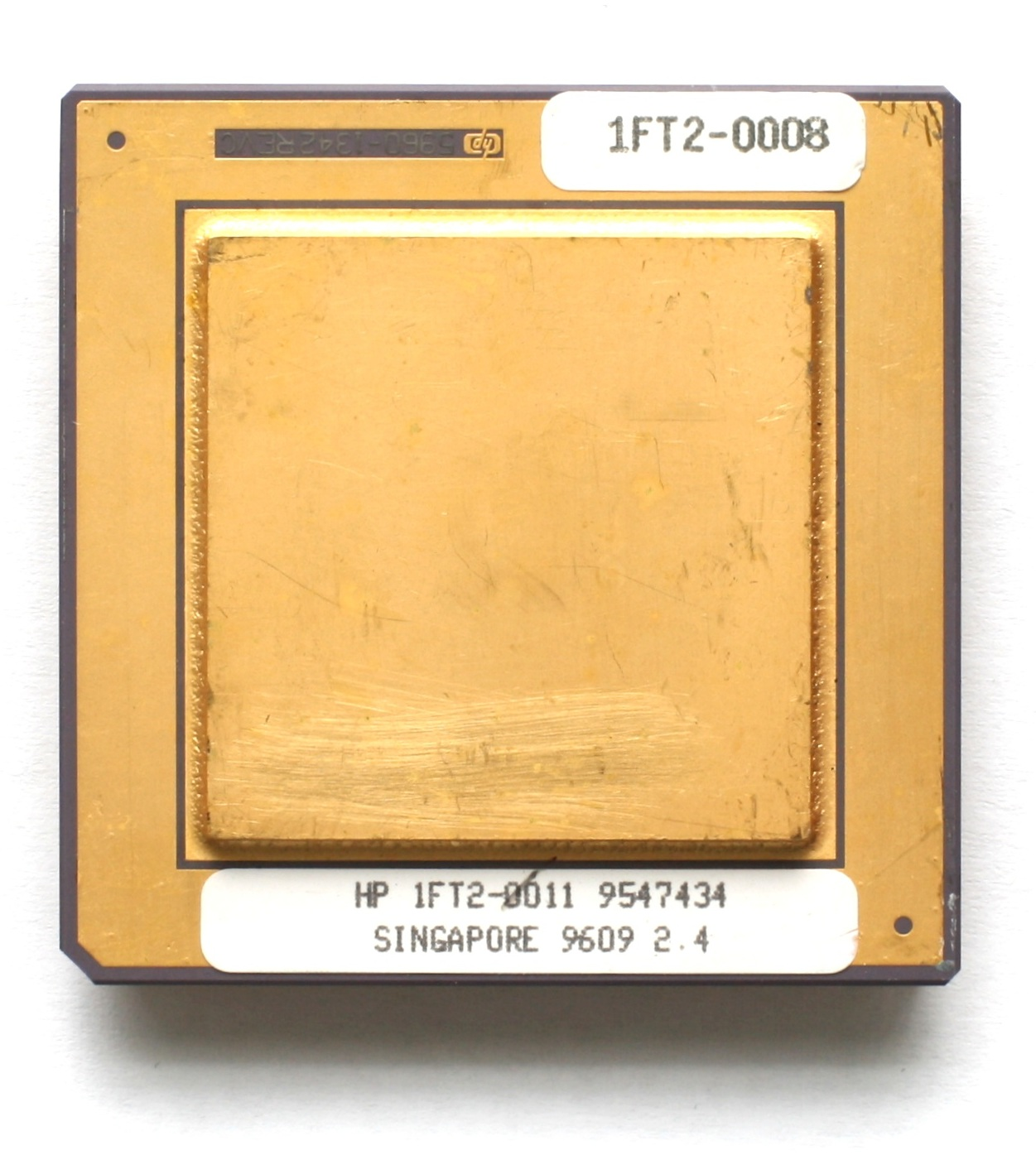
PA-7100LC mikroprocesszor

A PA-7100LC egy a PA-RISC 1.1 utasításkészlet-architektúrát (ISA) megvalósító 32 bites redukált utasításkészletű mikroprocesszor. A Hewlett-Packard (HP) fejlesztette ki az 1990-es évek első felében. További elnevezése a PCX-L, kódneve Hummingbird volt. A típust alsó kategóriás rendszerekben használható olcsó mikroprocesszornak tervezték. Az első PA-7100LC processzort használó rendszereket 1994 januárjában mutatták be. Ezekben a rendszerekben 60 és 80 MHz-es alkatrészeket alkalmaztak. 1994 júniusában egy 100 MHz-es típust is bemutattak. A PA-7100LC volt az első PA-RISC mikroprocesszor, amelyben implementálták a MAX-1 multimédiás utasításokat, egy korai SIMD multimédiás utasításkészlet-kiterjesztést, amely az MPEG video-dekódolás teljesítményét javító utasításokat tartalmaz.
A PA-7100LC a PA-7100-on alapult. Ebben a legfontosabb változtatások a szuperskalár végrehajtás javítása és egy extra fixpontos egység hozzáadása volt. A PA-7100LC-ben további architekturális javításokat is megvalósítottak, ezek között találhatók a MAX-1 multimédiás utasítások, a nem gyorsítótárazható memórialapok és a kettős bájtsorrend (bi-endian) támogatásának bevezetése. Javítottak a szuperskalár végrehajtáson is, egy extra fixpontos egység hozzáadásával és a vezérlő logika megváltoztatásával is. A javított logika – a PA-7100 által támogatott létező utasításkombinációk mellett – képes két egész típusú utasítás, két betöltő-tároló utasítás, vagy egy egész és egy betöltő-tároló utasítás kibocsátására egy ciklusban.
Számos módosítást végeztek a PA-7100-ból származtatott áramkörökben is. A lebegőpontos egység szorzóegységét módosították, hogy kevesebb felületet foglaljon, a mantisszák rész-szorzatainak összeadására szolgáló carry-save összeadó fájának megfelezésével. Ez az egyszerűsítés az egyszeres pontosságú szorzás látenciáját változatlanul hagyta (két ciklus), de három ciklusra növelte a dupla pontosságú szorzások késleltetését. A teljesítménycsökkenést elfogadhatónak ítélték, mivel a PA-7100LC-t középkategóriás multimédia-munkaállomásokban való felhasználásra tervezték, ahol inkább túlsúlyban vannak az egyszeres pontosságú szorzások. A költségek további csökkentése érdekében a processzorba egy lapkára integrált memóriavezérlőt is építettek, ami max. 2 GiB memóriát és egy bemeneti/kimeneti vezérlőt támogat.
A gyorsítótárak szervezése eltér a legtöbb HP által tervezett PA-RISC CPU-étól. A nagy külső utasítás- és adat-gyorsítótárakat felváltotta egy lapkára épített 1 KiB kapacitású utasítás-gyorsítótár és egy nagy külső 8 KiB-tól 2 MiB-ig méretezhető gyorsítótár. A külső gyorsítótár egyesített, egyaránt szolgál az utasítások és adatok elérésére.
A PA-7100LC 900 000 tranzisztorból áll, mérete 14,2 × 14,2 mm, lapkafelülete 201,64 mm². A HP gyártotta saját fejlesztésű 0,8 µm-es, három vezetőrétegű CMOS26B folyamatával. A PA-7100LC 432 tűs CPGA tokozásba került.

## PA-7300LC

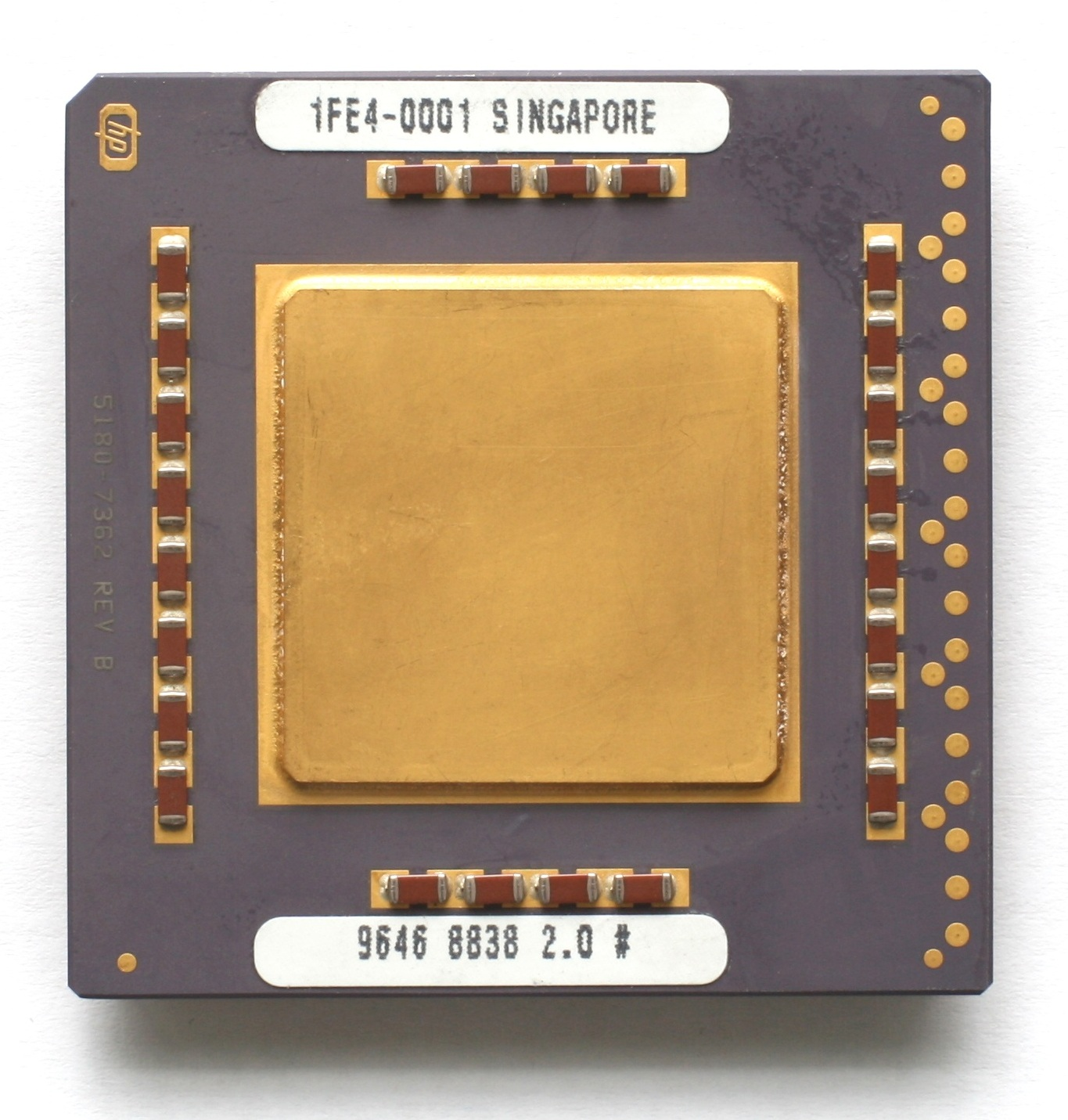
A PA-7300LC mikroprocesszor

A PA-7300LC a PA-7100LC egy továbbfejlesztett változata. 1996 közepén vezették be, az alsó kategóriától a középkategóriáig terjedő teljesítményű mikroprocesszor szerepét szánva neki, ami kiegészítette a felsőkategóriás/nagy teljesítményű HP PA-8000 munkaállomások és szerverek termékpalettáját. A PA-7300LC egy javított PA-7100LC-t foglal magában, emellett 64 KiB-os utasítás- és adat-gyorsítótárakat, L2 gyorsítótár-vezérlőt, memóriavezérlőt és egy GSC sínvezérlőt tartalmaz egyetlen csipen. Ez volt az első jelentősebb méretű csipre integrált gyorsítótárat tartalmazó PA-RISC mikroprocesszor. Az L2 egyesített gyorsítótár opcionális és paritással védett lehet, regiszter-regiszter, flow-through vagy aszinkron SRAM-okból épülhet fel.
A PA-7300LC 9,2 millió tranzisztort tartalmaz, amelyből 1,2 millió alkotja a logikát és 8 millió alkotja a gyorsítótárakat; mérete 15,3 × 17,0 mm, lapkafelülete 260,1 mm². A HP gyártotta saját CMOS14C folyamatával, ami egy 0,5 µm-es, 3,3 V-os, négy fémrétegű CMOS folyamat.

## Fordítás
Ez a szócikk részben vagy egészben  a   PA-7100LC című angol Wikipédia-szócikk ezen változatának fordításán alapul.  Az eredeti cikk szerkesztőit annak laptörténete sorolja fel. Ez a jelzés csupán a megfogalmazás eredetét és a szerzői jogokat jelzi, nem szolgál a cikkben szereplő információk forrásmegjelöléseként.